# Ulf Thunberg
Ulf Thunberg, född 1958 i Halmstad, är en svensk skulptör och målare.
Ulf Thunberg är representerad på Halmstads slott och har också verk i Halmstads kulturnämnds samlingar. Han började som keramiker och rönte viss framgång även utanför Sverige, bland annat är han representerad på svenska konsulatet i Hongkong. Det finns också offentliga utsmyckningar gjorda av Thunberg, exempelvis en stor permanent samling av skallar i keramik på kommunala vuxenskolan i Halmstad. På 2010-talet har han övergått till att ägna sig mer åt målning än skulptur, och han betecknar sin konst som abstrakt, icke-figurativ konst i en expressionistisk stil.